# Gabriel Nosereau
Gabriel Nosereau est un homme politique français né le 7 février 1789 à Loudun (Vienne) et décédé le 11 juin 1874 à Loudun.
Capitaine du génie puis ingénieur de la Marine, il est député de la Vienne de 1834 à 1846, siégeant avec l'opposition de gauche.

## Sources
- « Dictionnaire des parlementaires français de 1789 à 1889 (Adolphe Robert, Edgar Bourloton et Gaston Cougny) », sur gallica BNF (consulté le 4 janvier 2014)